# Yoreli Rincón
Hazleydi Yoreli Rincón Torres (Piedecuesta, Santander, 27 de julio de 1993) es una futbolista profesional colombiana. Juega como volante y su equipo actual es la S. E. Palmeiras de Brasil. En 2012 se convirtió en la primera jugadora de fútbol profesional de Colombia, al jugar con el club XV de Piracicaba de Brasil.

## Trayectoria

### Inicios
Yoreli creció en un ambiente familiar conectado al deporte: su madre era jugadora de fútbol de salón en Piedecuesta y su padre tiene una fábrica de balones. Rincón empezó a practicar fútbol por insinuación de su madre y hermano; comenzó a los siete años a entrenar en el club Nantes-Servifarma con niños de su edad. Tras ver que su formación como futbolista no avanzaba, dejó de entrenar por un par de años.
Tras no ser aceptada por la Selección de Santander, su entonces entrenador, Víctor González, inició la búsqueda de un equipo para que Rincón retomara la actividad; fue entonces cuando la selección de Tolima decidió poner a prueba a Yoreli. Con solo 12 años, y tras deslumbrar a los dirigentes tolimenses, Rincón se radicó en Ibagué para jugar con Tolima.

### XV de Piracicaba
En 2012 Rincón llegó al club brasileño firmando contrato a un año y convirtiéndose en la primera futbolista profesional colombiana.

### Malmö
En 2013 se convirtió en la primera jugadora colombiana en participar en la Liga de Campeones femenina de la UEFA y marcar un gol en el certamen, jugando para el LdB FC Malmö de Suecia.

### Avaldsnes IL
Tras su participación en la Copa Mundial Femenina de Fútbol de 2015 en Canadá con la selección colombiana, Rincón firmaría contrato con el Avaldsnes IL, de la Toppserien (primera división) de Noruega; debido a este compromiso, Rincón no pudo formar parte de la selección nacional en los Juegos Panamericanos de 2015. En su primera temporada en Noruega, Rincón aparecería en 16 partidos (10 por primera división, 3 por Copa NM y 3 con Avaldsnes 2 en segunda división) y anotaría 4 goles (uno ante Arna-Bjørnar por Copa, dos ante Stabæk por Liga y uno ante este mismo equipo en la definición por penaltis de la semifinal de la Copa).

## Selección nacional de Colombia

### Selección sub-17
En diciembre de 2007 y con tan solo 14 años, fue convocada por primera vez a la selección nacional sub-17 que disputaría el Sudamericano de la categoría en enero de 2008 en Chile. En dicho Campeonato Sudamericano Sub-17, la Selección Colombia se consagró campeona del torneo en su primera edición, clasificando a la Copa Mundial Femenina de Fútbol Sub-17 de ese mismo año. Rincón disputó siete partidos y marcó tres goles, siendo elegida la mejor jugadora del torneo.
En la Copa Mundial Femenina de Fútbol Sub-17 de 2008, Colombia fue eliminada en primera fase logrando dos puntos, posicionándose en el último lugar de su grupo. Yoreli jugó los tres partidos de esta fase, sin lograr anotaciones.

### Selección Sub-20
Tras su actuación con la selección sub-17, Rincón hizo parte de la Selección Colombia Sub-20 que participó en el Campeonato Sudamericano Femenino Sub-20 de 2008, en el que el equipo nacional sería eliminado en primera ronda.
En 2010, Yoreli participó nuevamente con la selección Colombia en el Campeonato Sudamericano de la categoría. El campeonato, con sede en Bucaramanga, tuvo a Colombia como subcampeona, clasificando al mundial de la categoría en Alemania. Rincón anotó un gol en los siete partidos que disputó con la selección.
Ya en la Copa Mundial Femenina de Fútbol Sub-20, Rincón anotó dos goles —uno en cuartos de final ante Suecia— en cinco partidos jugados, ayudando a Colombia a llegar a las semifinales del mundial, donde caería eliminada ante Nigeria.

### Selección absoluta
Rincón debutó a nivel internacional con la selección mayor en el Campeonato Sudamericano Femenino de 2010 hoy conocida como: Copa América Femenina, donde Colombia fue subcampeón. Anotó cinco goles en siete partidos jugados.
Rincón hizo parte de la selección que disputó la Copa Mundial Femenina de Fútbol de 2011 donde Colombia fue eliminada en primera fase.
 

En el Torneo femenino de fútbol en los Juegos Olímpicos de Londres 2012, Rincón disputó solamente el último partido de la primera fase ante Francia. En el transcurso del torneo Rincón desmintió versiones de prensa según las cuales su ausencia en los dos primeros juegos se debía a una discrepancia contractual con el director técnico Ricardo Rozo. 

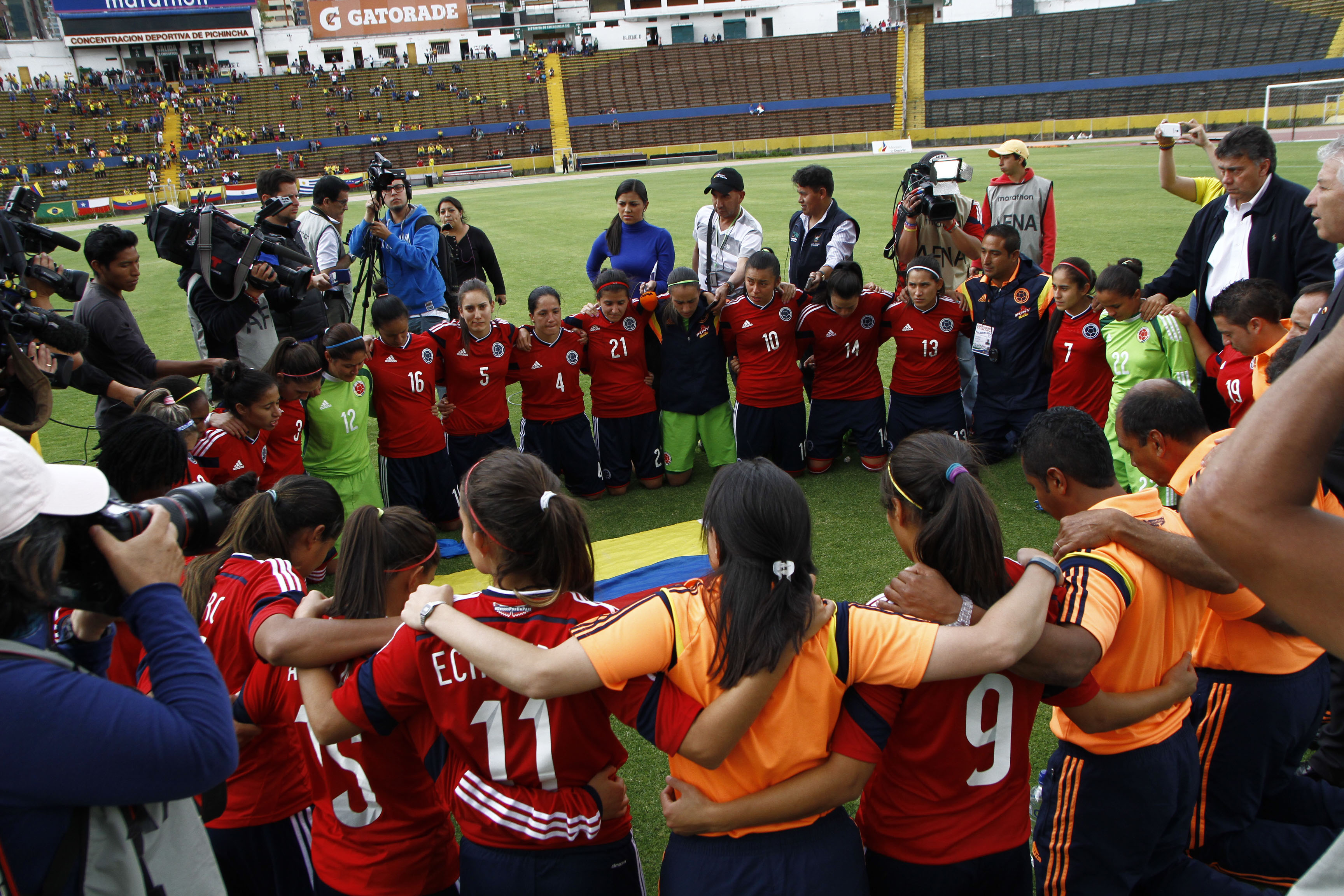
Selección Colombia en la Copa América de 2014

Rincón disputó la Copa América Femenina 2014 celebrada en Ecuador. Allí marcó tres goles en siete partidos. La Selección Colombia fue segunda del certamen, logrando la clasificación para la Copa Mundial Femenina de Fútbol de 2015, los Juegos Panamericanos de 2015 y los Juegos Olímpicos de 2016. A la fecha no volvió a recibir convocatoria para jugar con el seleccionado después de una serie de polémicas desatadas luego de los olímpicos y la Copa Libertadores de América.

#### Goles internacionales
| N.º | Fecha                    | Sede                                            | Rival                        | Marcador | Resultado | Competición                          |
| --- | ------------------------ | ----------------------------------------------- | ---------------------------- | -------- | --------- | ------------------------------------ |
| 1   | 20 de septiembre de 2010 | Club La Fortaleza, Bogotá, Colombia             | Bandera de Chile             | 2–1      | 2–1       | Amistoso internacional               |
| 2   | 5 de noviembre de 2010   | Estadio Federativo Reina del Cisne, Loja        | Bandera de Paraguay          | 3-0      | 3-0       | Copa América Femenina 2010           |
| 3   | 9 de noviembre de 2010   | Estadio Jorge Andrade Cantos, Azogues           | Bandera de Venezuela         | 4-0      | 5-0       | Copa América Femenina 2010           |
| 4   | 13 de noviembre de 2010  | Estadio Alejandro Serrano Aguilar, Cuenca       | Bandera de Uruguay           | 2-0      | 8-0       | Copa América Femenina 2010           |
| 5   | 13 de noviembre de 2010  | Estadio Alejandro Serrano Aguilar, Cuenca       | Bandera de Uruguay           | 4-0      | 8-0       | Copa América Femenina 2010           |
| 6   | 17 de noviembre de 2010  | Estadio La Cocha, Latacunga                     | Bandera de Chile             | 1-0      | 1-1       | Copa América Femenina 2010           |
| 7   | 22 de abril de 2011      | Estadio Villa Olímpica, Chía, Colombia          | Bandera de México            | 2–3      | 2–3       | Amistoso internacional               |
| 8   | 20 de octubre de 2011    | Estadio Omnilife, Guadalajara, México           | Bandera de Chile             | 1–0      | 1–0       | Juegos Panamericanos de 2011         |
| 9   | 15 de septiembre de 2014 | Estadio Olímpico de Riobamba, Riobamba, Ecuador | Bandera de Venezuela         | 1–0      | 4–1       | Copa América Femenina                |
| 10  | 19 de septiembre de 2014 | Estadio La Cocha, Latacunga, Ecuador            | Bandera de Perú              | 1–0      | 1–0       | Copa América Femenina                |
| 11  | 26 de septiembre de 2014 | Estadio Rumiñahui, Sangolqui, Ecuador           | Bandera de Ecuador           | 2–0      | 2–1       | Copa América Femenina                |
| 12  | 21 de noviembre de 2014  | Unidad Deportiva Hugo Sánchez, Veracruz, México | Bandera de Trinidad y Tobago | 7–0      | 7-0       | Juegos Centroamericanos y del Caribe |
| 13  | 17 de marzo de 2015      | Estadio General Santander, Cúcuta, Colombia     | Bandera de Venezuela         | 1–0      | 3–0       | Amistoso internacional               |
| 14  | 4 de abril de 2018       | Estadio La Portada, La Serena, Chile            | Bandera de Uruguay           | 3–0      | 7–0       | Copa América Femenina                |

### Participaciones en Copas del Mundo
| Mundial                                        | Sede          | Resultado        | Partidos | Goles |
| ---------------------------------------------- | ------------- | ---------------- | -------- | ----- |
| Copa Mundial Femenina de Fútbol Sub-17 de 2008 | Nueva Zelanda | Primera fase     | 3        | 0     |
| Copa Mundial Femenina de Fútbol Sub-20 de 2010 | Alemania      | Cuarto puesto    | 5        | 2     |
| Copa Mundial Femenina de Fútbol de 2011        | Alemania      | Primera fase     | 2        | 0     |
| Copa Mundial Femenina de Fútbol de 2015        | Canadá        | Octavos de final | 4        | 0     |

### Participaciones en Copa América
| Copa                       | Sede    | Resultado     | Partidos | Goles |
| -------------------------- | ------- | ------------- | -------- | ----- |
| Copa América Femenina 2010 | Ecuador | Subcampeón    | 7        | 5     |
| Copa América Femenina 2014 | Ecuador | Subcampeón    | 7        | 3     |
| Copa América Femenina 2018 | Chile   | Cuarto puesto | 6        | 1     |

## Clubes
| Club                   | País           | Año           |
| ---------------------- | -------------- | ------------- |
| XV de Piracicaba       | Brasil         | 2012          |
| LdB FC Malmö           | Suecia         | 2013          |
| Western New York Flash | Estados Unidos | 2014          |
| ASD Torres Calcio      | Italia         | 2015          |
| Avaldsnes IL           | Noruega        | 2015 - 2016   |
| Patriotas Boyacá       | Colombia       | 2017-2018     |
| Atlético Huila         | Colombia       | 2018-2019     |
| Iranduba               | Brasil         | 2019          |
| Junior                 | Colombia       | 2019          |
| Inter de Milán         | Italia         | 2020-2021     |
| UC Sampdoria           | Italia         | 2021-2023     |
| Atlético Nacional      | Colombia       | 2023-2024     |
| Palmeiras              | Brasil         | 2025-presente |

## Palmarés

### Campeonatos nacionales
| Título         | Club           | País     | Año  |
| -------------- | -------------- | -------- | ---- |
| Damallsvenskan | LdB FC Malmö   | Suecia   | 2013 |
| Liga Águila    | Atlético Huila | Colombia | 2018 |

### Campeonatos internacionales
| Título                       | Club           | Sede   | Año  |
| ---------------------------- | -------------- | ------ | ---- |
| Copa Libertadores de América | Atlético Huila | Brasil | 2018 |

### Distinciones individuales
| Distinción                                 | Año  |
| ------------------------------------------ | ---- |
| Mejor jugadora de la Copa América Femenina | 2014 |
| Deportista del año El Espectador (Mayores) | 2014 |

## Vida personal
Rincón es bisexual. Estuvo en una relación con un hombre llamado Alejandro González, pero ahora está saliendo con la futbolista italiana Cecilia Re.